# Det kongelige danske Haveselskab
Det kongelige danske Haveselskab var en dansk forening for havekunst, grundlagt i 1830. I 1880 fik den sit navn efter kongelig nåde. Pr. 1. januar 2008 indgik den i den nye sammenslutning Haveselskabet.
Foreningens historiske have ligger i Allégade på Frederiksberg ved Frederiksberg Have.